# 鳥取市役所
鳥取市役所（とっとりしやくしょ）は、日本の地方公共団体である鳥取市の組織が入る施設（役所）である。

## 新本庁舎

### 概要
- 旧本庁舎・旧第二庁舎・駅南庁舎・福祉文化会館・鳥取県東部庁舎に分散していた庁舎を統合する目的で旧鳥取市立病院→旧鳥取市営幸町駐車場跡地に建設された（所在地表記も同一）。庁舎棟・市民交流棟がある。2019年9月24日に駅南庁舎から庁舎棟へ財産経営課・情報政策課が移転したのを皮切りに順次移転し、2019年10月15日に駅南庁舎・旧本庁舎（旧市民課証明コーナー）から庁舎棟へ窓口業務が移転し、11月5日に庁舎棟への移転が完了し、市民交流棟がオープンした。

### 所在地
- 〒680-8571
- 住所：鳥取県鳥取市幸町71番地

### 庁舎
| 階 | 庁舎棟 |
| -- | --- |
| 7F | 議場、傍聴席、市議会会派控室、市議会事務局、全員協議会室 |
| 6F | 職員課、監査委員事務局 |
| 5F | 建築住宅課（学校建設係、施設建設係）、建築指導課、道路課、都市環境課、都市企画課、交通政策課、中心市街地整備課、教育長室、教育委員室、教育総務課、校区審議室、学校教育課、学校保健給食課、文化財課、生涯学習・スポーツ課、会議室                                                                                   |
| 4F | 財産経営課、資産活用推進室、庁舎整備局、指導監査室、行財政改革課、男女共同参画課、人権推進課、企業立地・支援課、観光・ジオパーク推進課、経済・雇用戦略課、農村整備課、林務水産課、農政企画課、農業委員会事務局、検査契約課、公文書管理室、選挙管理委員会事務局、会議室                                             |
| 3F | 市長室、副市長室、危機管理課、秘書課、政策企画課、創生戦略室、広報室、文化交流課、総務課、市政記者室、情報政策課、会議室 |
| 2F | 税総合窓口（市民税課、固定資産税課、債権管理課、徴収課）、鳥取市消費生活センター、生活環境課、建築住宅課（住宅係、住宅建設係）、協働推進課、市民総合相談課、地域振興課、廃棄物対策課 |
| 1F | ロビー、市民総合窓口（市民課、保険年金課）、福祉総合窓口（地域福祉課、障がい福祉課、長寿社会課、こども家庭課、地域包括ケア推進室、鳥取中央地域包括支援センター、医療費適正化推進室）、生活福祉課、出納室、出納コーナー、託児室、キッズスペース、ハートフルコーナー、総合案内所、市民談話室、鳥取銀行鳥取市役所支店 |
|    | 市民交流棟 |
| 2F | レストラン、多目的室、コミュニティチャンネルスタジオ |
| 1F | 喫茶、売店、情報スペース、コミュニティFMスタジオ |

## 駅南庁舎

### 概要
- 2004年11月1日（合併当日）に2001年に閉店したダイエー鳥取駅南店の跡地に開設された。
- 主に個人向けの窓口業務を中心に扱っていたが、2019年10月15日に新本庁舎へ移転した。
- 2020年4月27日に鳥取県東部庁舎から鳥取市保健所生活安全課が移転したのを皮切りに、2020年5月7日にさざんか会館から鳥取市保健所（生活安全課以外）が移転した。

### 所在地
- 〒680-0845
- 住所：鳥取県鳥取市富安2丁目138-4

### 庁舎
| 階 | 概 要                                                                          |
| -- | ------------------------------------------------------------------------------ |
| 6F | フィットネスクラブPAJA鳥取、駐車場                                             |
| 5F | 鳥取大学サテライトオフィス、放送大学鳥取学習センター、すくすくコホート、駐車場 |
| 4F | 駐車場                                                                         |
| 3F | 駐車場                                                                         |
| 2F | 鳥取市立中央図書館                                                             |
| 1F | 鳥取市保健所、喫茶コーナー（オープンカフェ）、物産コーナー                     |

## 総合支所
- 国府町総合支所 - 鳥取市国府町宮下1221
  - 2013年1月4日に旧国土交通省中国地方整備局殿ダム工事事務所へ移転した。
- 福部町総合支所 - 鳥取市福部町細川668
- 河原町総合支所 - 鳥取市河原町渡一木277
- 用瀬町総合支所 - 鳥取市用瀬町用瀬832
- 佐治町総合支所 - 鳥取市佐治町加瀬木2519-3
- 気高町総合支所 - 鳥取市気高町浜村282-1
  - 2016年6月29日に旧第1庁舎が火災により全焼したため、現地で改築され、旧第2庁舎も改修され、2018年7月1日に新庁舎が完成した。
- 鹿野町総合支所 - 鳥取市鹿野町鹿野1517
- 青谷町総合支所 - 鳥取市青谷町青谷667

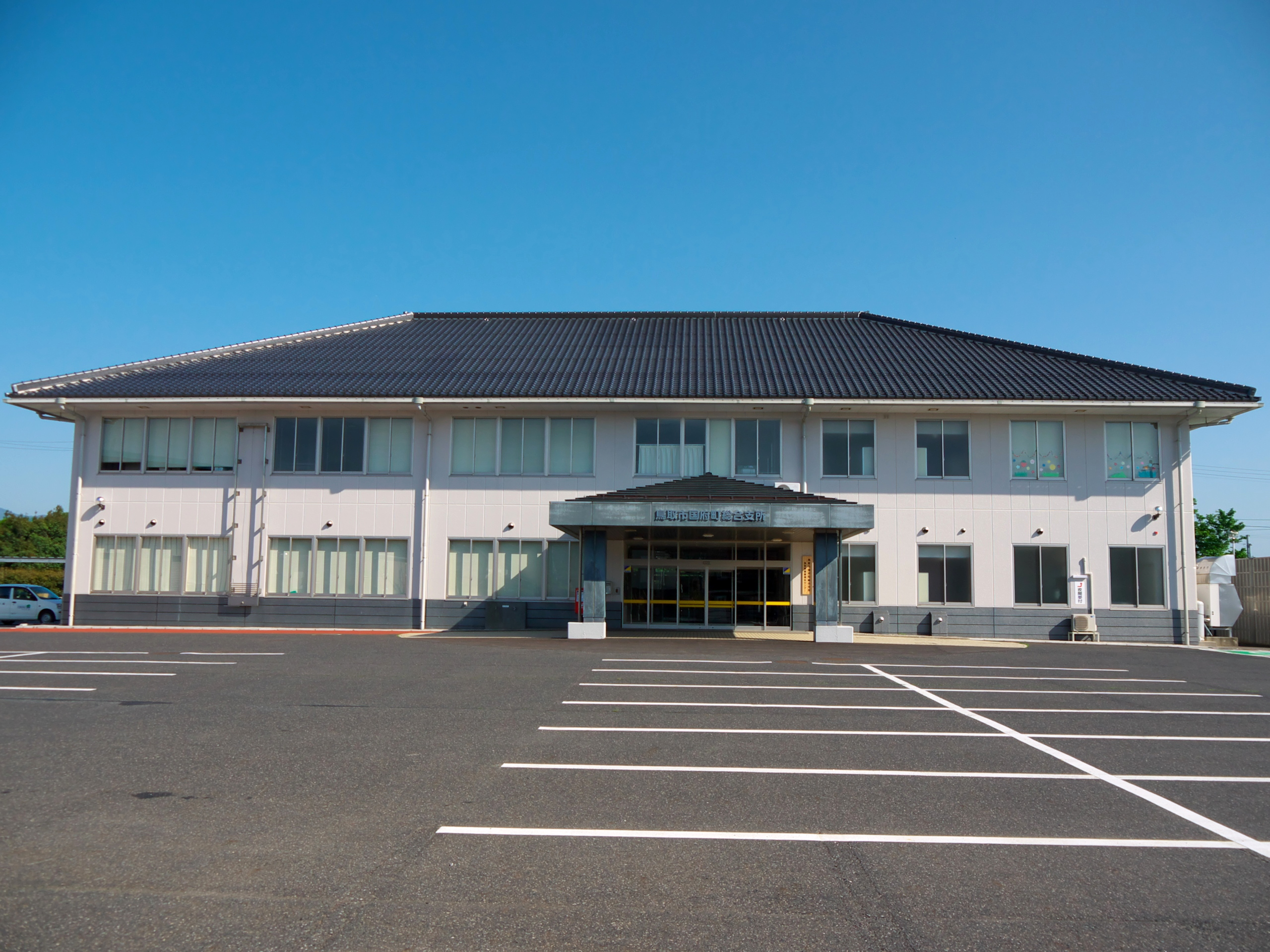
国府町総合支所
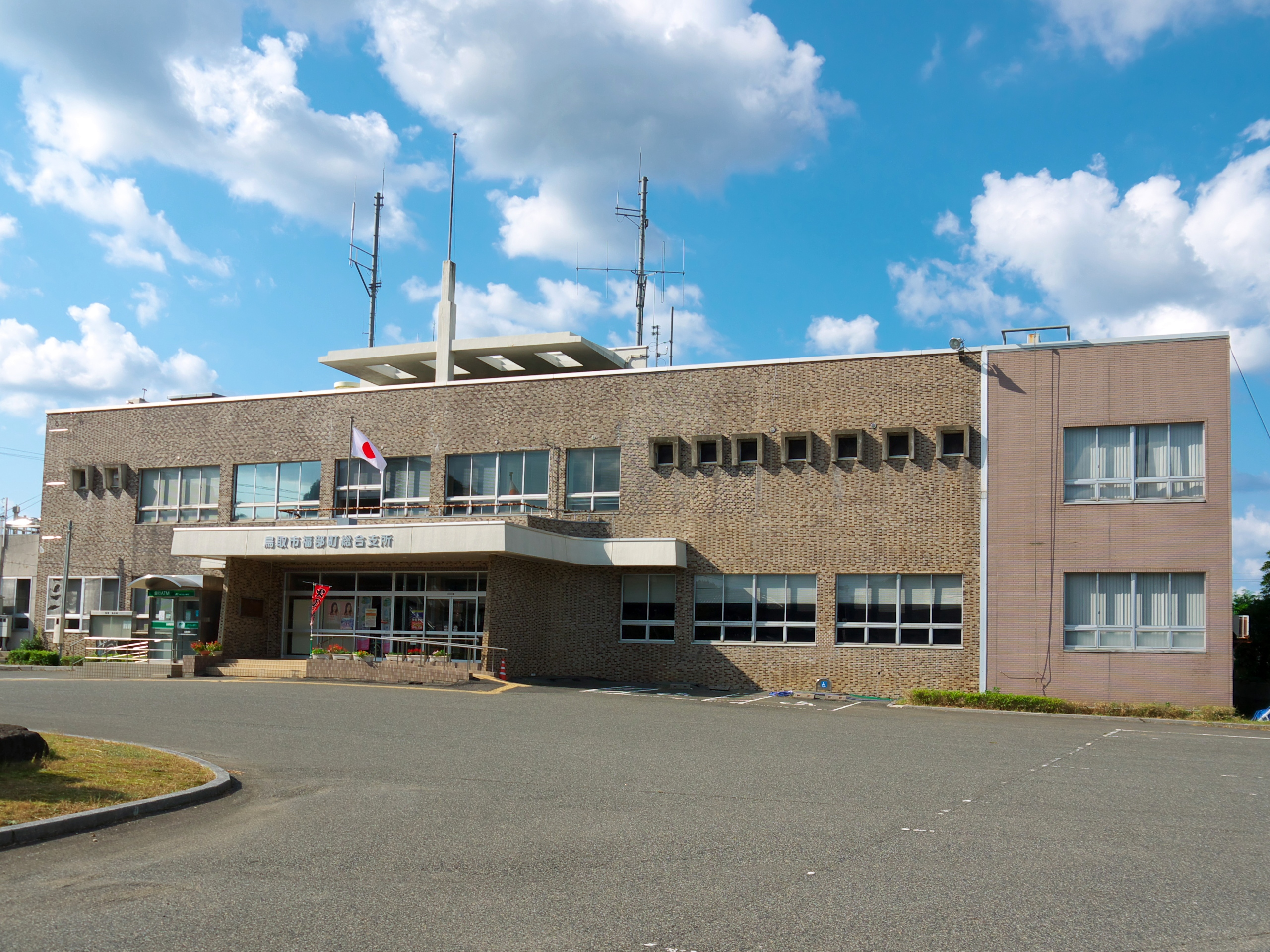
福部町総合支所
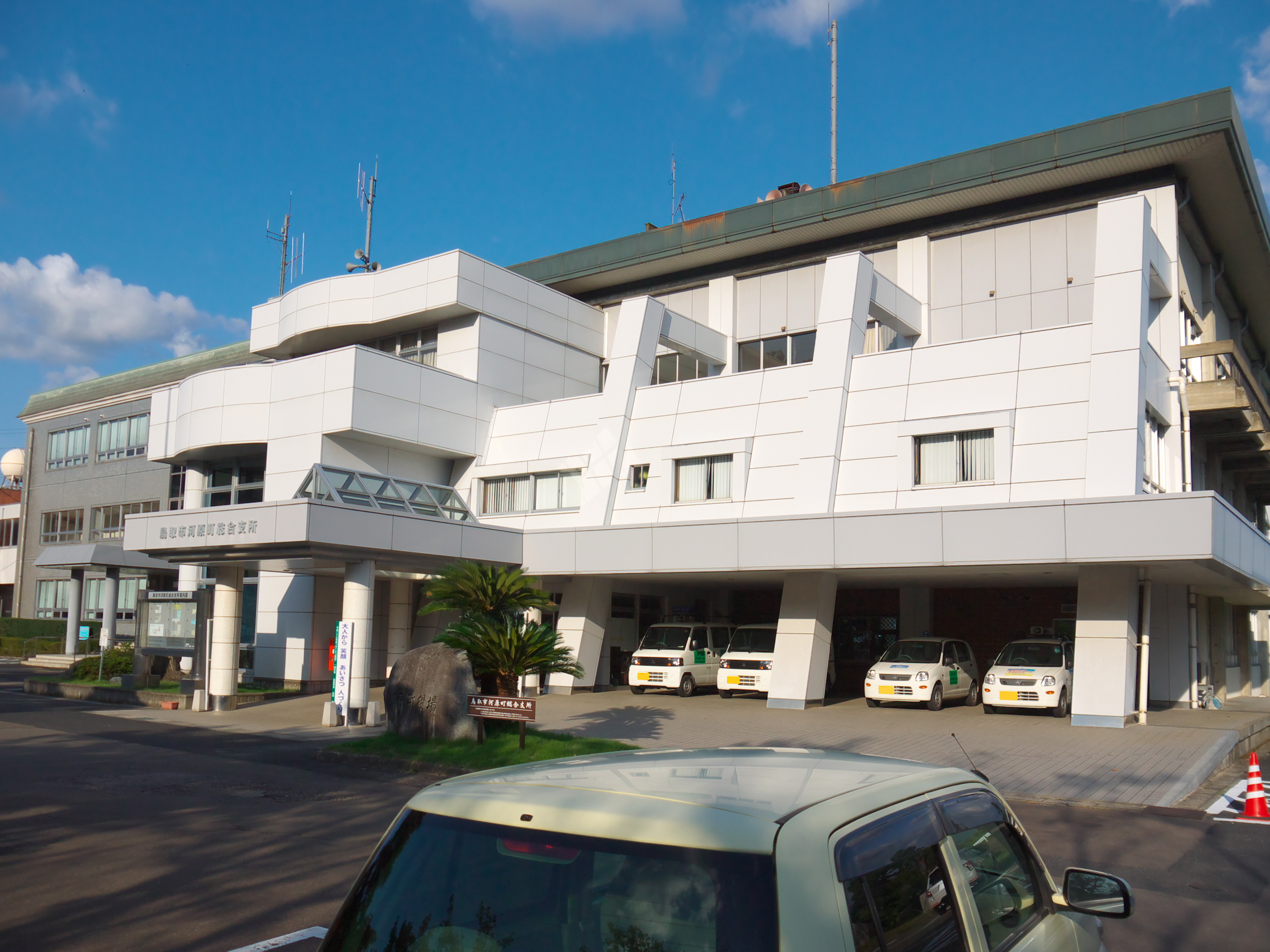
河原町総合支所
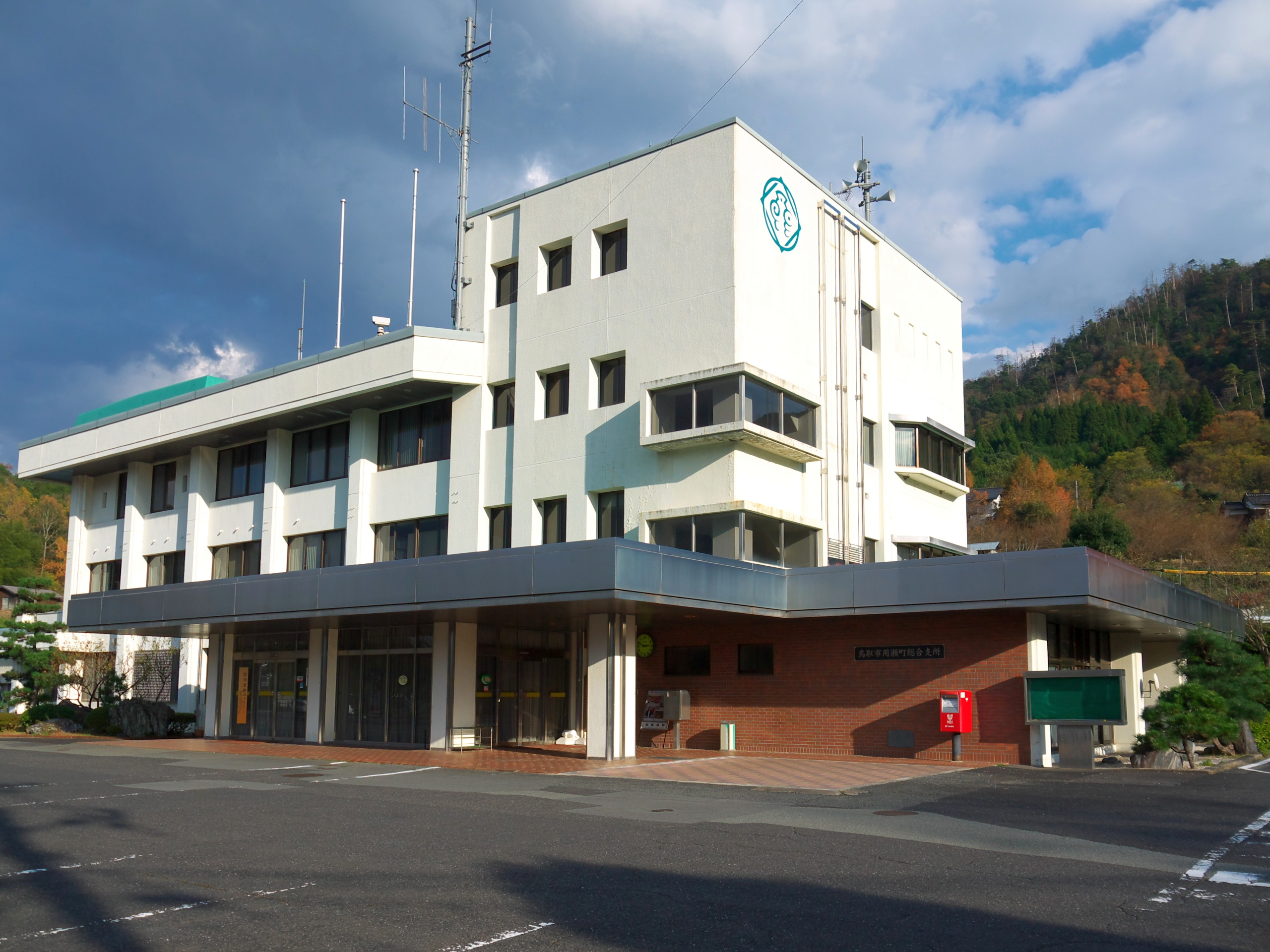
用瀬町総合支所
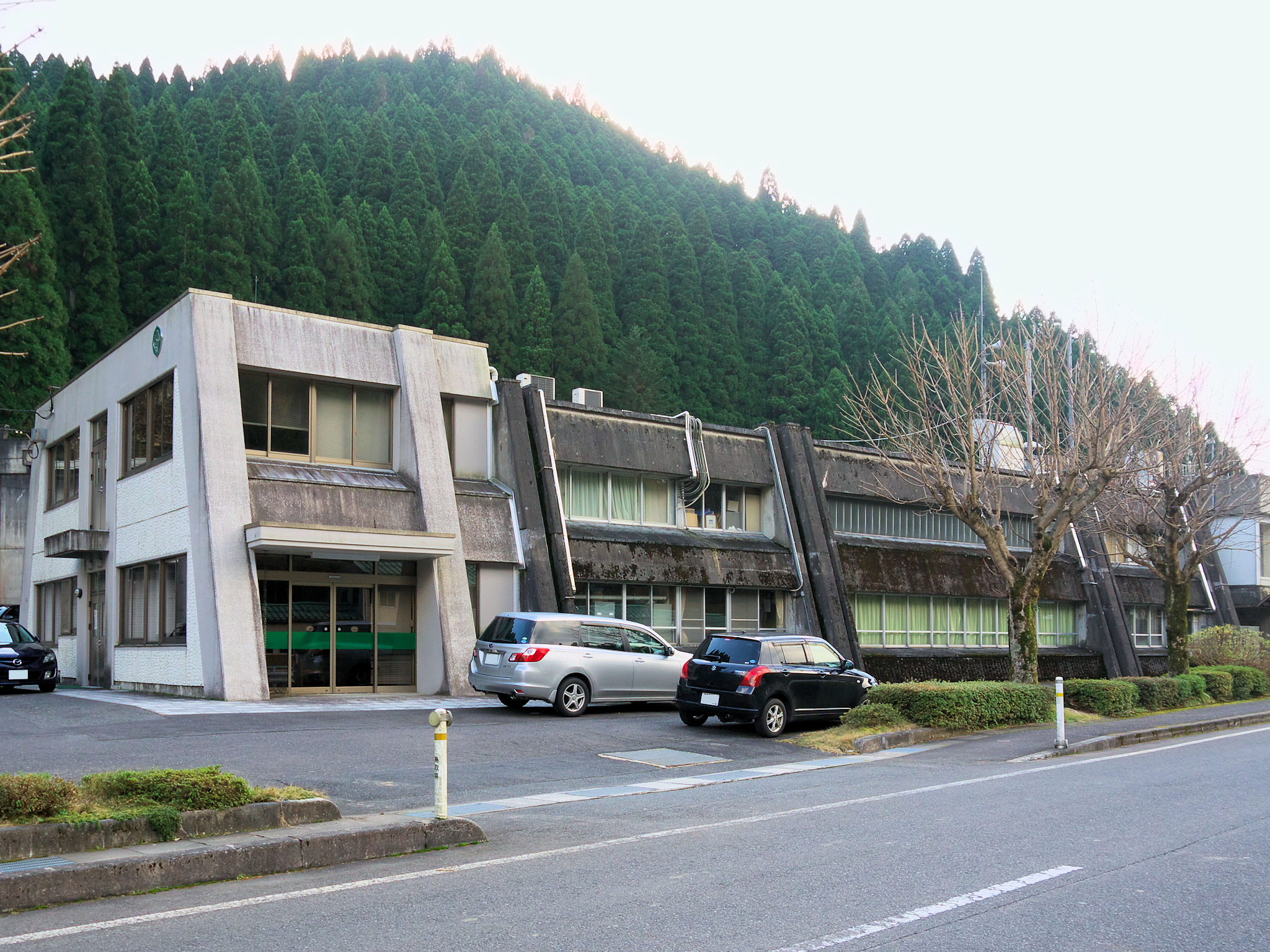
佐治町総合支所
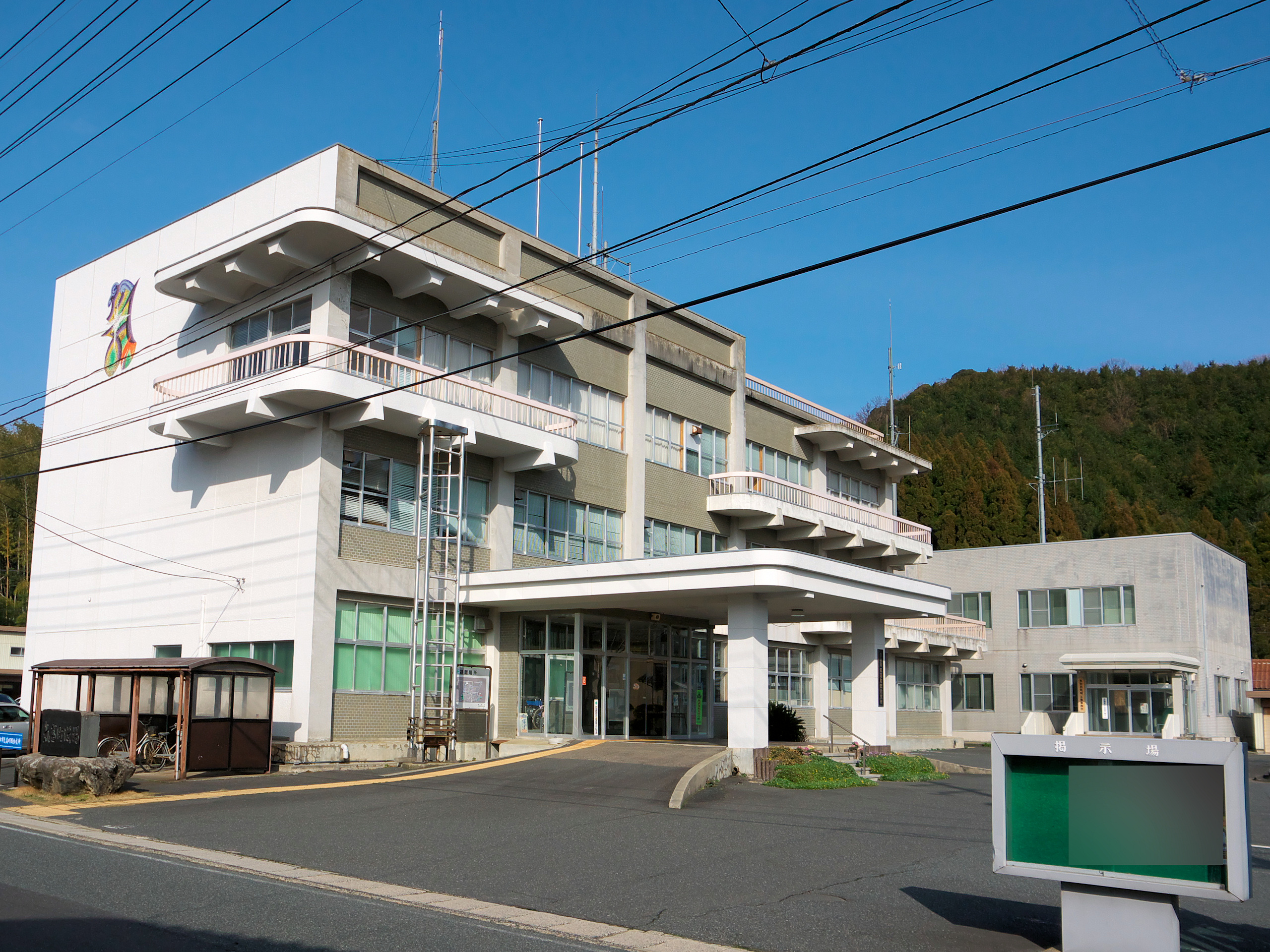
気高町総合支所（旧第1庁舎（画像手前）は火災により全焼し、現地で改築されたため現存しない）
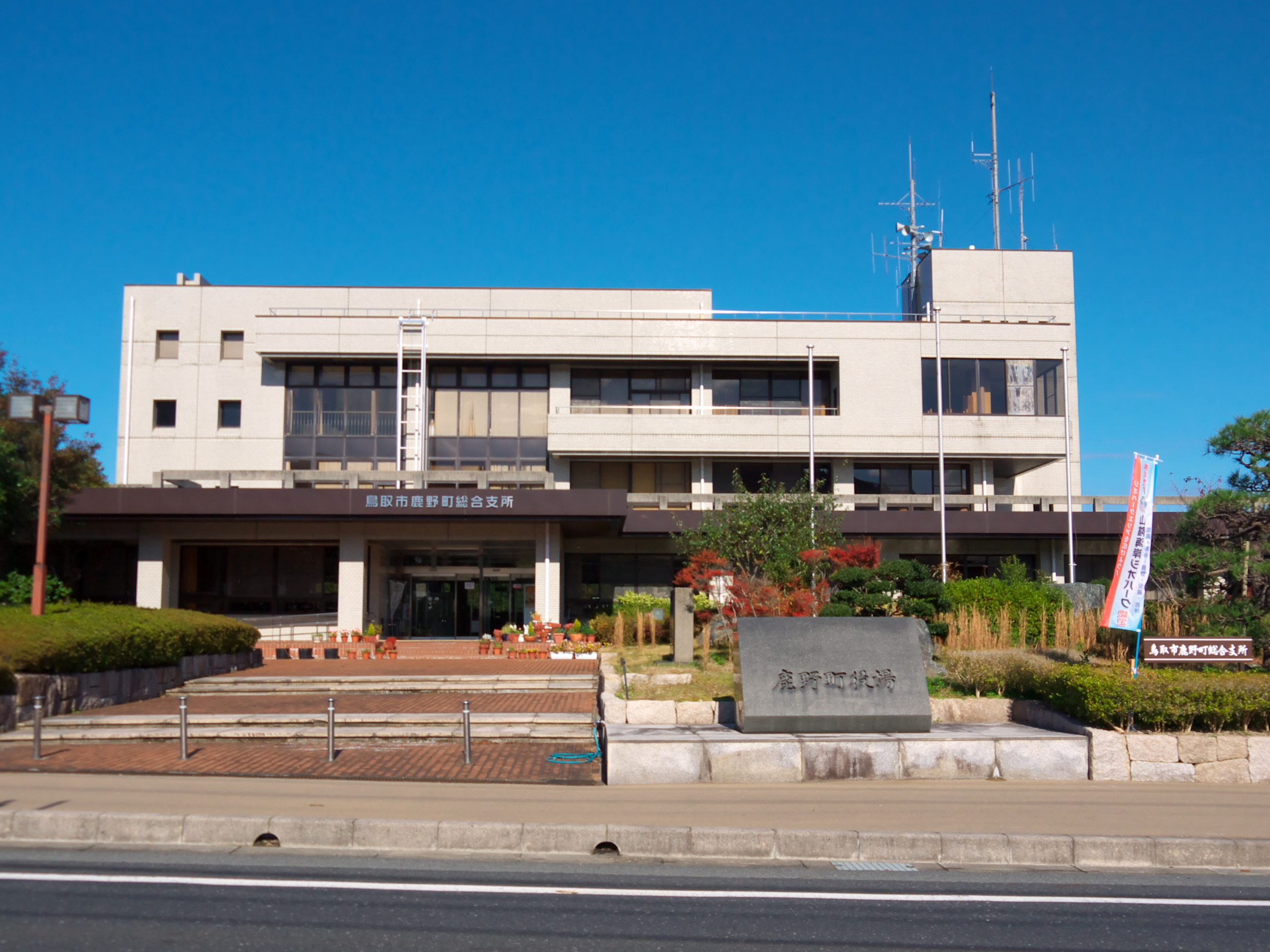
鹿野町総合支所
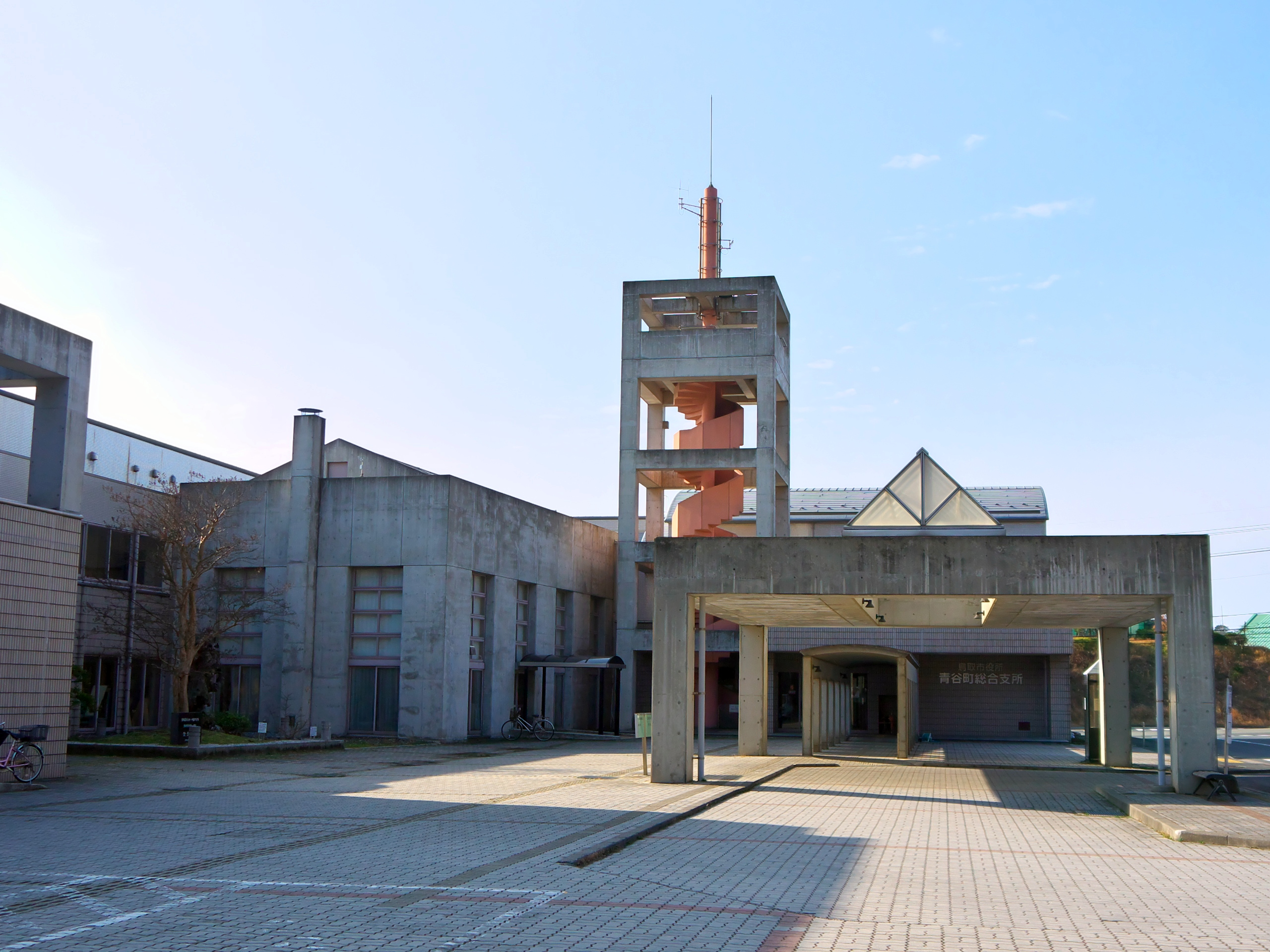
青谷町総合支所

## 旧庁舎
- 1964年（昭和39年）竣工。新本庁舎の庁舎棟への移転に伴い、2019年（令和元年）11月1日をもって閉鎖。
- 平成20年度に実施した耐震診断では「大規模な地震の振動及び衝撃に対して倒壊し、又は崩壊する危険性が高い」との結果が出ていた[1]。